# Principato Ultra
Il Principato Ultra (o Principato Ulteriore) fu una suddivisione amministrativa del Regno di Napoli e successivamente la IV provincia del Regno delle Due Sicilie, istituita nel 1287 a seguito della scissione del preesistente giustizierato di Principato e Terra Beneventana nei due distinti territori del Principato Ultra e del Principato Citra.
Il territorio del Principato Ultra corrispondeva approssimativamente al distretto storico-geografico dell'Irpinia, pur in mancanza di qualsiasi legame socio-politico con l’antica tribù sannitica degli Irpini, già completamente romanizzata a partire dall’età imperiale. L’istituzione del Principato Ultra rispondeva piuttosto a esigenze giuridico-amministrative dell’epoca angioina, che portarono a una riorganizzazione dei poteri e degli uffici locali nell’ambito del regno.

## Storia

### La creazione del Giustizierato
Nel 1287, re Carlo II d’Angiò deliberò la scissione in due entità del preesistente giustizierato federiciano di Principato e Terra Beneventana: nacquero così il Principatus ultra serras Montorii (“Principato al di là delle montagne di Montoro”, a nord) e il Principatus citra serras Montorii (“Principato al di qua delle montagne di Montoro”, a sud). Il confine tra i due nuovi giustizierati, poi passati alla storia rispettivamente con i nomi di Principato Ultra (o Ulteriore) e Principato Citra (o Citeriore), era segnato dai monti Picentini.
Il territorio del nuovo Giustizierato di Principato Ultra comprendeva gran parte delle attuali province di Avellino e Benevento (con l’esclusione della stessa città di Benevento, in quanto exclave dello Stato Pontificio) nonché qualche comune appartenente alle moderne province di Foggia e Potenza.

### Controversia storiografica sul capoluogo
A causa del silenzio delle fonti primarie, non è possibile stabilire con certezza quale fosse la sede originaria del giustizierato di Principato Ultra. Ciò ha generato una lunga disputa tra studiosi locali, volta a individuare quale fosse il primo capoluogo effettivo della provincia. Tuttavia, la moderna storiografia, analizzando criticamente i dati disponibili per ciascun giustizierato dell’antico Regno di Napoli, ha consentito di inquadrare la questione sotto una luce più ampia e meno campanilistica.
In occasione del primo centenario del trasferimento ad Avellino (1906), l’allora presidente della provincia, Michele Capozzi, pubblicò uno scritto intitolato Avellino e il centenario della legge 8 agosto 1806, in cui sosteneva con una certa enfasi che l’attuale capoluogo sarebbe stato tale «di diritto o di fatto» sin dalle origini. Tale posizione si basava sulle affermazioni – talvolta contraddittorie e fugaci – dei due eruditi avellinesi Scipione Bellabona e Serafino Pionati, nonché dello storico napoletano Camillo Porzio. Secondo Bellabona, Avellino sarebbe stata inizialmente sede della Regia Udienza, prima che l’acquisto del feudo da parte di Marino Caracciolo determinasse, per privilegio, l’impossibilità per i funzionari regi di risiedervi; fu allora che Montefusco assunse il ruolo di capoluogo, mantenendolo fino al 1806.
Tale ipotesi fu accolta da Francesco Scandone e successivamente ripresa – senza particolari verifiche critiche – da altri autori. 
Tuttavia, le affermazioni dei sostenitori di Avellino come sede originaria non tengono conto della documentazione riportata dallo storico e giurista montefuscano Eliseo Danza, il quale attesta la presenza della Regia Udienza a Montefusco almeno a partire dal 1496, anno in cui Ferdinando II di Napoli concesse alcune grazie all’Universitas locale, definendo espressamente Montefuscolo capo della Provincia). Lo stesso Danza riferisce, tuttavia, che i “prèsidi” (governatori) della provincia talvolta si trasferivano provvisoriamente ad Avellino o Montemiletto, salvo poi essere richiamati a Montefusco. 
Un documento di epoca sveva suggerisce peraltro che già il Giustiziere del Principato e Terra Beneventana si fosse insediato a Montefusco, almeno per un certo periodo. In occasione dell’occupazione aragonese del 1440, invece, la sede del questore (o tesoriere) del Principato Ultra risultava essere Benevento, all’epoca temporaneamente annessa al Regno di Napoli.
Domandarsi dove fosse situata la sede della Regia Udienza prima della seconda metà del XVI secolo rischia dunque di essere un interrogativo mal posto, condizionato da visioni localistiche. Nel Medioevo, infatti, il potere pubblico si identificava principalmente con la funzione giudiziaria, che veniva però esercitata in modo itinerante. 
L’idea stessa di una “capitale” provinciale è estranea alla concezione medievale del potere territoriale. Prima dell’affermazione dello Stato moderno, le istituzioni disponevano di apparati minimi e non richiedevano sedi amministrative stabili. Ancora nei secoli XVII e XVIII, la presenza della Regia Udienza a Montefusco si concretizzava in due sole strutture: il tribunale (con annesso carcere) e la caserma della Compagnia di Campagna.
A quel tempo, la scelta della sede amministrativa rispondeva soprattutto a considerazioni geografiche e politiche, tese a bilanciare le esigenze delle popolazioni e le pretese dei feudatari, senza alcun riguardo per le dimensioni demografiche dei centri. Un censimento del 1622 mostra, ad esempio, che Montefusco – pur essendo sede della Regia Udienza – contava appena 300 fuochi, contro i 1899 di Ariano, di gran lunga il centro più popoloso del Principato Ultra.

### Istituzione della provincia
A partire dall’epoca aragonese, il giustizierato assunse ufficialmente la denominazione di “provincia”, pur senza che ciò comportasse mutamenti sostanziali nelle sue funzioni amministrative. La figura del giustiziere venne progressivamente sostituita da quella del preside provinciale, affiancato dalla Regia Udienza.
Dal 1581 al 1806 il preside della provincia e gli ufficiali della Regia Udienza risiedettero stabilmente – salvo brevi interruzioni – nella cittadina di Montefusco, che divenne sede effettiva dell’autorità giudiziaria provinciale. In quello stesso anno, infatti, il feudo di Avellino fu acquistato da Marino Caracciolo, II duca di Atripalda, che pose tra le condizioni contrattuali il divieto di residenza degli ufficiali regi all’interno del feudo. 
Nello stesso periodo, la città di Ariano era invece soggetta alla signoria dei Gesualdo, dai quali riuscì a riscattarsi soltanto nel 1585, quando fu incorporata nel demanio regio e ottenne il titolo di città regia, risultando così l’unica del Principato Ultra a godere di tale status.
Durante la rivolta di Masaniello, negli anni 1647-1648, fu proprio Ariano a ospitare temporaneamente il preside della provincia e l’intera delegazione della Regia Udienza del Principato Ultra, in seguito all’occupazione dei centri principali da parte delle forze insurrezionali.

### Epoca moderna
Con l’arrivo dei francesi nel Regno di Napoli, l’8 agosto 1806, e la conseguente riforma dell’apparato amministrativo, fu istituita l’Intendenza di Principato Ultra, con capoluogo ad Avellino. In quello stesso giorno, con la legge n. 132 del 1806 sulla divisione ed amministrazione delle province del Regno, il re Giuseppe Bonaparte introdusse una nuova articolazione territoriale ispirata al modello amministrativo francese.
Nei cinque anni successivi, tra il 1806 e il 1811, una serie di regi decreti completò l’attuazione del nuovo sistema provinciale, precisando l’elenco dei comuni ricompresi in ciascuna provincia e definendo i confini, i distretti e i circondari.
Il 1º gennaio 1817 l’assetto amministrativo fu definitivamente formalizzato con la promulgazione della Legge riguardante la circoscrizione amministrativa delle Provincie dei Reali Domini di qua del Faro, emanata il 1º maggio 1816.
Contestualmente, la sede degli organi amministrativi fu trasferita da Montefusco ad Avellino, dove l’ex-convento dei Domenicani fu destinato ad accogliere la nuova prefettura.

### Soppressione della provincia

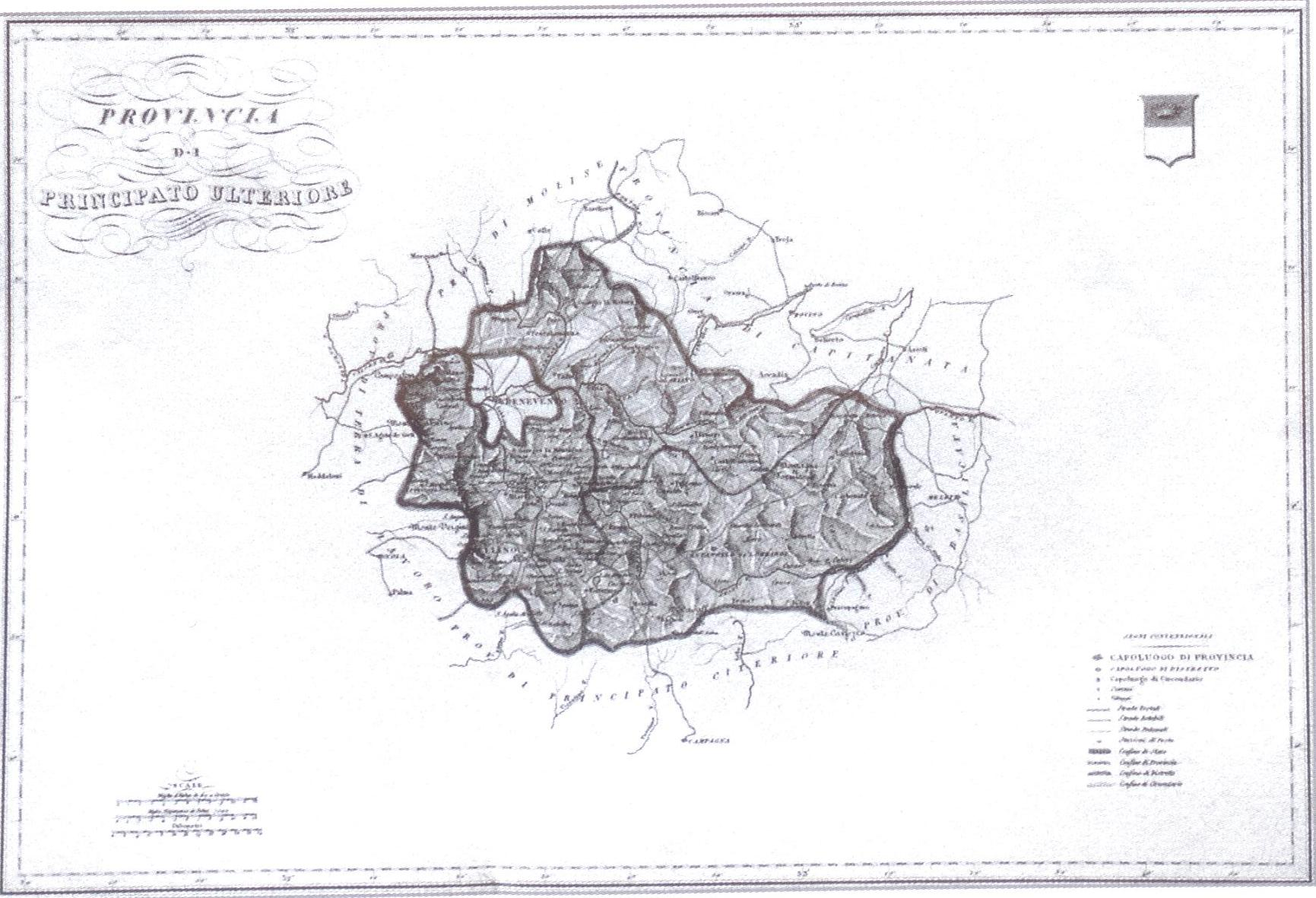
Attilio Zuccagni-Orlandini, Provincia di Principato Ulteriore
(mappa a corredo dell'opera Corografia fisica, storica e statistica d'Italia e delle sue isole)

Il 25 ottobre 1860 il prodittatore di Napoli, Giorgio Pallavicino, emanò il decreto costitutivo della nuova provincia di Benevento, pur rinviando a una successiva legge la definizione delle circoscrizioni territoriali, nel dichiarato intento di ampliarne il territorio proporzionatamente alle altre Provincie. Nello stesso periodo, nacque anche la provincia di Avellino. Il 17 dicembre successivo, attraverso il Regio Decreto n. 4498 sull’annessione delle province napoletane al Regno di Sardegna, la provincia del Principato Ultra venne soppressa insieme alle altre province del Regno.
Il 17 febbraio 1861 il principe Eugenio di Savoia-Carignano, luogotenente generale del Re nelle province meridionali, su proposta dell’incaricato di Liborio Romano al Consiglio di Luogotenenza, approvo definitivamente la nascita della provincia di Benevento e decretò i distacchi definitivi di circondari e comuni da diverse province, fissando anche le compensazioni per quelle che avevano subito perdite, ad eccezione della Terra di Lavoro, che nonostante le cessioni, conservava una popolazione di 727 000 abitanti.

## Simboli

Lo stemma della provincia

La provincia si fregiava di uno stemma costituito da uno scudo troncato, di rosso nella parte superiore e d’argento in quella inferiore; nella sezione rossa era raffigurata una corona d’oro, mentre lo scudo era timbro di una corona da principe.

## Suddivisione amministrativa
La provincia era suddivisa in successivi livelli amministrativi, gerarchicamente dipendenti dal precedente. Al livello immediatamente successivo alla provincia, vi erano i distretti che, a loro volta, erano suddivisi in circondari. I circondari erano costituiti dai comuni, l'unità di base della struttura politico-amministrativa dello Stato moderno, ai quali potevano far capo i villaggi, centri a carattere prevalentemente rurale.
La provincia comprendeva 3 distretti, suddivisi complessivamente in 34 circondari, 135 comuni e 13 villaggi. Nel 1860, le suddivisioni risultavano essere le seguenti:
| Distretto                | Circondari               | Comuni |
| ------------------------ | ------------------------ | --- |
| Ariano                   | Ariano                   | Ariano |
| Ariano                   | Castelbaronia            | Carife, Castel Baronia, San Nicola Baronia, San Sossio, Trevico, Vallata |
| Ariano                   | Flumeri                  | Flumeri, Villanova, Zungoli |
| Ariano                   | Grottaminarda            | Bonito, Grottaminarda, Melito |
| Ariano                   | Mirabella                | Fontanarosa, Mirabella, Taurasi |
| Ariano                   | Montecalvo               | Casalbore, Montecalvo, Montemale |
| Ariano                   | Paduli                   | Apice, Buonalbergo, Paduli |
| Ariano                   | Pescolamazza             | Fragneto l'Abate, Fragneto Monforte, Pago, Pescolamazza, Pietrelcina |
| Ariano                   | San Giorgio La Molara    | Molinara, San Giorgio La Molara, San Marco dei Cavoti |
| Avellino                 | Altavilla                | Altavilla, Ceppaloni, Terranova Fossaceca, Roccabascerana, Grottolella |
| Avellino                 | Atripalda                | Atripalda, Santo Stefano del Sole, Montefredane, Cesinali, Tavernola San Felice |
| Avellino                 | Avellino                 | Avellino, Bellizzi Irpino |
| Avellino                 | Cervinara                | Cervinara, San Martino Valle Caudina, Rotondi |
| Avellino                 | Chiusano                 | Chiusano, Parolise, Sorbo Serpico, Candida, San Barbato, San Potito Ultra, Manocalzati, Salza Irpina |
| Avellino                 | Mercogliano              | Mercogliano, Summonte, Sant'Angelo a Scala, Ospedaletto d'Alpinolo, Pietrastornina, Capriglia Irpina |
| Avellino                 | Monteforte               | Monteforte Irpino, Forino, Contrada |
| Avellino                 | Montemiletto             | Montemiletto, Montefalcione, Montaperto, Pratola, Serra, Torre Le Nocelle |
| Avellino                 | Montefusco               | Montefusco, Santa Paolina, Petruro Irpino, Pietradefusi, San Nazzaro, Calvi, Tufo, Prata, Chianche, Chianchetelle, Torrioni, Sant'Angelo a Cancelli, San Pietro Irpino                                                      |
| Avellino                 | Montesarchio             | Montesarchio, Bonea, Apollosa, Varoni, Pannarano |
| Avellino                 | San Giorgio la Montagna  | San Giorgio la Montagna, San Martino Sannita, Pagliara, Monterocchetta, Terranova, Sant'Agnese, Ginestra la Montagna, Mancusi, San Nicola Manfredi, Santa Maria Ingrisone, Santa Maria a Toro, Toccanisi, Cucciano, Lentace |
| Avellino                 | Serino                   | Serino, San Michele di Serino, Santa Lucia di Serino |
| Avellino                 | Solofra                  | Solofra, Aiello del Sabato, Sant'Agata Irpina |
| Avellino                 | Vitulano Stato           | Santa Maria Maggiore, Cacciano Fornillo, Campoli del Monte Taburno, Cautano, Santa Croce, Foglianise, Tocco Caudio, Torrecuso, Paupisi, Castelpoto                                                                          |
| Avellino                 | Volturara                | Volturara Irpina, Salza Irpina, Sorbo Serpico |
| Sant'Angelo dei Lombardi | Andretta                 | Andretta, Cairano, Morra |
| Sant'Angelo dei Lombardi | Bagnoli                  | Bagnoli, Nusco |
| Sant'Angelo dei Lombardi | Carbonara                | Carbonara, Calitri, Monteverde |
| Sant'Angelo dei Lombardi | Frigento                 | Frigento, Gesualdo, Sturno, Torella, Villamaina |
| Sant'Angelo dei Lombardi | Lacedonia                | Lacedonia, Bisaccia, Rocchetta Sant'Antonio |
| Sant'Angelo dei Lombardi | Montella                 | Montella, Cassano |
| Sant'Angelo dei Lombardi | Montemarano              | Montemarano, Castelfranci, Castelvetere |
| Sant'Angelo dei Lombardi | Paterno                  | Paterno, Lapio, Luogosano, San Mango, Sant'Angelo all'Esca |
| Sant'Angelo dei Lombardi | Sant'Angelo dei Lombardi | Sant'Angelo dei Lombardi, Guardia Lombardi, Lioni, Rocca San Felice |
| Sant'Angelo dei Lombardi | Teora                    | Teora, Conza, Sant'Andrea |
| Totale                   |                          | |
| 3                        | 34                       | 135 |

## Intendenti
Elenco degli intendenti della provincia di Principato Ultra durante il Regno di Napoli ed il Regno delle Due Sicilie:

### Regno di Napoli (1806 – 1814)
| Nome e cognome            | Inizio dell'incarico | Fine dell'incarico | Qualifica  | Affiliazione | Note |
| ------------------------- | -------------------- | ------------------ | ---------- | ------------ | ---- |
| Giacomo Mazas             | 13 agosto 1806       | 1º febbraio 1814   | Intendente | Napoleonico  | —    |
| Roberto Filangieri        | 2 febbraio 1814      | 20 settembre 1814  | Intendente | Napoleonico  | —    |
| Carlo Ungaro di Montejasi | 24 ottobre 1814      | 23 settembre 1815  | Intendente | Napoleonico  | —    |

### Regno di Napoli (1814 – 1816)
| Nome e cognome         | Inizio dell'incarico | Fine dell'incarico | Qualifica  | Affiliazione | Note |
| ---------------------- | -------------------- | ------------------ | ---------- | ------------ | ---- |
| Costantino De Filippis | 24 settembre 1815    | 18 maggio 1818     | Intendente | Borbonico    | —    |

### Regno delle Due Sicilie (1816 – 1860)
| Nome e cognome                      | Inizio dell'incarico | Fine dell'incarico | Qualifica  | Affiliazione | Note |
| ----------------------------------- | -------------------- | ------------------ | ---------- | ------------ | ---- |
| Giuseppe Caracciolo di Sant'Agapito | 19 maggio 1818       | 30 luglio 1820     | Intendente | Borbonico    | —    |
| Giuseppe Marini                     | 31 luglio 1820       | 15 maggio 1821     | Intendente | Borbonico    | —    |
| Giuseppe Spinelli Fuscaldo          | 11 agosto 1821       | 11 settembre 1822  | Intendente | Borbonico    | —    |
| Giuseppe Tavani                     | 12 settembre 1822    | 28 giugno 1824     | Intendente | Borbonico    | —    |
| Carlo Antonio De Nigris             | 29 giugno 1824       | 20 settembre 1824  | Intendente | Borbonico    | —    |
| Giovanni Antonio Capece Zurlo       | 21 settembre 1824    | 1º aprile 1827     | Intendente | Borbonico    | —    |
| Carlo Antonio De Nigris             | 2 aprile 1827        | 17 settembre 1829  | Intendente | Borbonico    | —    |
| Pietro Altimari                     | 18 settembre 1829    | 30 giugno 1831     | Intendente | Borbonico    | —    |
| Valentino Gualtieri                 | 1º luglio 1831       | 30 dicembre 1837   | Intendente | Borbonico    | —    |
| Domenico Antonio Patroni            | 31 dicembre 1837     | 17 febbraio 1843   | Intendente | Borbonico    | —    |
| Gaetano Lotti                       | 18 febbraio 1843     | 10 novembre 1847   | Intendente | Borbonico    | —    |
| Giovanni Cenni                      | 20 dicembre 1847     | 7 febbraio 1848    | Intendente | Borbonico    | —    |
| Paolo Emilio Imbruni                | 8 febbraio 1848      | 1º maggio 1848     | Intendente | Borbonico    | —    |
| Domenico Albanese                   | 2 maggio 1848        | 11 luglio 1848     | Intendente | Borbonico    | —    |
| Mariano Luigi Terzi                 | 12 luglio 1848       | 21 febbraio 1850   | Intendente | Borbonico    | —    |
| Pasquale Mirabelli Centurione       | 22 febbraio 1850     | 18 dicembre 1859   | Intendente | Borbonico    | —    |
| Giuseppe Ciccarelli                 | 19 dicembre 1859     | 9 luglio 1860      | Intendente | Borbonico    | —    |
| Filippo Capone                      | 10 luglio 1860       | 17 agosto 1860     | Intendente | Borbonico    | —    |
| Onorato Gaetani                     | 18 agosto 1860       | 11 settembre 1860  | Intendente | Borbonico    | —    |